# Paraíso de Maitreya
El Paraíso de Maitreya es un mural creado por el artista Zhu Haogu durante la Dinastía Yuan de China. Originariamente estuvo en el templo Xinghua Si de Xiaoning, Shanxi. Durante las décadas de 1920 y 1930, fue desmantelado y trasladado al Museo Real de Ontario (ROM) de Toronto, Canadá, donde permanece hasta el día de hoy. El personal del museo ha llevado a cabo una serie de restauraciones para preservar y estabilizar la pintura. Habitualmente, puede encontrárselo en la Galería obispo White de arte religioso chino como parte de la colección del Lejano Oriente y es descrito como uno de los Tesoros del museo.
La pintura representa a Buda Maitreya, un futuro Buda histórico del que se profetiza aparecerá en la Tierra para ayudar a la humanidad a alcanzar la iluminación a través de las enseñanzas del dharma.

## Composición
Al día de hoy, el mural mide 5,02 m de altura y 1,101 m de extensión y tiene una composición simétrica, notable por su alto nivel de detalle. Presenta a Buda Maitreya en el centro de un cielo imaginado, rodeado a ambos lados por monjes y el rey y la reina en el poder. Aunque Buda Maitreya es usualmente representado como una figura de la India, todos los personajes en el Paraíso de Maitreya pueden observarse usando vestidos y ropajes chinos.
La obra augura la llegada de la venida del Maitreya budista, del cual se decía aparecería en la Tierra en su hora más oscura para salvar las almas de la humanidad. La familia real representada en la pintura está reuniendo la primera asamblea; liderando a la salvación a 84.000 seguidores recientemente convertidos. Ambos, el rey y la reina, tienen cabezas calvas, rapadas, lo cual, en la cultura budista, representa la conversión hacia el entendimiento y el nirvana.

## Creación
El famoso pintor y monje budista, Zhu Haogu, acompañado por uno de sus alumnos, crearon la pintura al fresco seco en la parte sudoeste del monasterio Xinghua Si durante la dinastía Yuan de China. Para preparar la pared del monasterio para este tipo de pintura, en primer lugar se lo cubrió con una capa húmeda de arcilla, seguida por una capa de paja y otra adicional de arcilla, dándole a la superficie una textura maleable. A partir de ahí, se usaron una tinta de carbonilla y pigmentos de color para crear la imagen, la cual fue copiada a partir de otra en menor escala.

## Mudanza

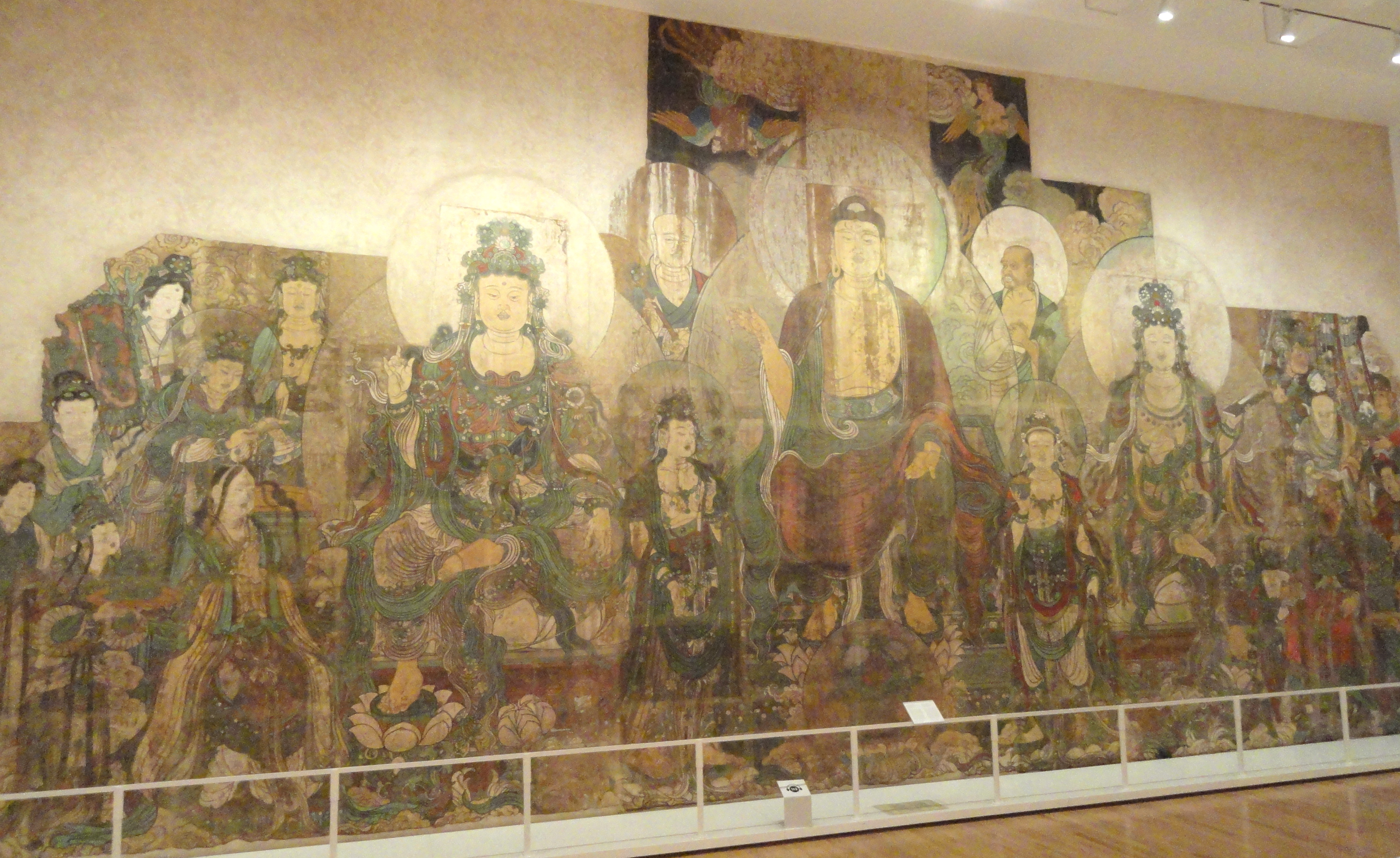
Otra vista de El Paraíso de Maitreya, tinta y color sobre arcilla. ROM

Durante la década de 1920, el Ejército chino muchas veces saqueaba pequeños pueblos en busca de objetos de valor. Temiendo que El Paraíso de Maitreya pudiera ser tomado como botín, los monjes de Xinghua Si removieron el trabajo de la pared dividiéndolo en sesenta y tres piezas que pudieran ser guardadas y escondidas en Taiyuan. A pesar de haber sobrevivido el saqueo, la pintura enfrentó amenazas del medio en su nueva ubicación, desde fuego hasta sequía. En lugar de permitir que esta obra pasara por mayores deterioros, los monjes comenzaron a acercarse a comerciantes de arte, con la esperanza de venderla.
En 1928, el obispo anglicano William White (Obispo de Honan) escuchó sobre la venta y procedió a adquirir la pintura. En el siguiente período de 5 años, la pieza fue embarcada desde Taiyuan a Tianjin, luego llevada vía American Express a Boston, y desde ahí a Toronto por tren hasta llegar al Museo Real de Ontario.

## Restauración en el Museo Real de Ontario
A pesar de que la pintura sufrió importantes daños después de su extracción del monasterio Xinghua Si, los esfuerzos de restauración hechos por el ROM han permitido que El Paraíso de Maitreya se transformara en una de las obras de la dinastía Yuan mejor preservadas.

### Primera restauración
La restauración de la obra comenzó en 1933 con el tratramiento estructural de reunir los sesenta y tres paneles en los que la pintura había sido dividida. Durante los trabajos de mudanza, aconteció una cantidad significativa de deterioro, causando pérdidas y deformidades. Después de que esa restauración original estuviera completa, George Stout montó la pintura en la pared norte de la Galería Obispo White del ROM. Se ubicó en paneles de masonita desarrollados en el Museo de Arte Fogg usando una resina de acetato de polivinilo.

### Renacimiento en el ROM
Como parte del amplio esfuerzo de restauración del museo hecho en 2005, El Paraíso de Maitreya recibió una más profunda atención dirigida a temas relacionados con su superficie y estructura. Debido a su flexibilidad e impermeabilidad, Plastazote LD45 fue usado para evitar rajaduras generales en el material de unión de los paneles de masonita.

## Datación
A pesar de que El Paraíso de Maitreya llegó al ROM en 1933, no fue sino hasta 1940 cuando el Obispo William C. White se convirtió en el primero en proponer una fecha a la pintura. Un equipo de estudiantes encargado por White, descubrió que la pintura poseía una inscripción estableciendo que fue completada en el décimo cuarto día de la luna de mediados del otoño de qingshen. White creyó que esto le daba una edad demasiado joven a la pintura y que, por lo tanto, sus estudiantes habían interpretado la inscripción de manera incorrecta. En su lugar, creía que la inscripción establecía que la pintura había sido completada en wuzu, no qingshen, lo cual, según sostenía, la databa hacia 1238.
Más tarde, Ludwig Bachhofer investigó la pintura y encontró una inscripción adicional mencionando “da Yuan guo” (el gran estado Yuan). Como este título no fue usado en Yuan hasta 1271, convirtió en inadecuada la fecha de 1238. Acordó que la pintura llevaba la inscripción wuzu, y no qingshen, sin embargo, siendo que los personajes eran reusados en un ciclo de 60 años, creía, en su lugar que el término wuzu hacía referencia al año 1298.

### Controversia
Como muchas de las inscripciones de la pintura no fueron trasladadas desde China al ROM y el monasterio de Xinghua cayó en ruinas en 1938, es imposible obtener un registro completo de los antecedentes de la pintura. Tanto White como Bachlofer hicieron suposiciones en sus descubrimientos y como tales, ninguno fue capaz de datar correctamente la pintura. Por lo tanto, el Paraíso de Maitreya sigue siendo la pintura más controversial de la dinastía Yuan.